# Operacija Barbarossa (televizijska serija)
"Operacija Barbarossa" je hrvatska dječja serija nastala prema romanu "Zagonetni dječak" pisca Ivana Kušana. Glavni redatelj je Branko Schmidt. Serija je sa snimanjem krenula 1989. godine, no premijerno se prikazala od 1. studenoga do 13. prosinca 1990. godine, premije Protagoniste ove serije tumače Kruno Martinović, Nikola Pokupčić, Dora Lipovčan i Mario Vuk.

## Epizode
- 1.) Sad ga vidiš, sad ga ne vidiš
- 2.) Tko je taj dječak? (Kit)
- 3.) U drugom taboru ili jedan više ili jedan manje
- 4.) Vrisak u mraku
- 5.) Tehnika dvadesetog stoljeća
- 6.) Čovjek s brazgotinom
- 7.) Pogled unatrag

## Glumačka postava

### Glavna glumačka postava
- Kruno Martinović kao Ratko "Koko" Milić
- Dora Lipovčan kao Marijana
- Nikola Pokupčić kao Mirko Koman
- Mario Vuk kao Tomislav "Tomek" Branjc